# Âm nhạc của Charlotte
Charlotte là một bộ anime truyền hình Nhật Bản được sản xuất bởi P.A.Works và Aniplex, do Asai Yoshiyuki làm đạo diễn.

## Album

### Smells Like Tea, Espresso
Tất cả các ca khúc được viết bởi Jun Maeda.
| Track listing    | Track listing                                               | Track listing |
| STT              | Nhan đề                                                     | Thời lượng    |
| ---------------- | ----------------------------------------------------------- | ------------- |
| 1.               | "Hatsunetsu Days" (発熱デイズ)                              | 5:05          |
| 2.               | "Real"                                                      | 4:21          |
| 3.               | "Singer Days" (シンガーデイズ)                              | 4:55          |
| 4.               | "Keep on Burnin'"                                           | 5:18          |
| 5.               | "Hashire" (走れ)                                            | 4:38          |
| 6.               | "Dancin' on the Border"                                     | 3:22          |
| 7.               | "Miwaku no Beam" (魅惑のビーム)                             | 4:32          |
| 8.               | "Hand with Blood"                                           | 5:02          |
| 9.               | "Rakuen Made" (楽園まで)                                    | 4:26          |
| 10.              | "Tabibito" (旅人)                                           | 6:54          |
| 11.              | "Bravely You (How-Low-Hello Ver.)"                          | 5:22          |
| 12.              | "Yakeochinai Tsubasa (How-Low-Hello Ver.)" (灼け落ちない翼) | 5:04          |
| Tổng thời lượng: | Tổng thời lượng:                                            | 58:59         |

### Echo
Tất cả lời bài hát được viết bởi Jun Maeda; tất cả nhạc phẩm được soạn bởi Hikarishuyo.
| Disc 1 | Disc 1          | Disc 1     |
| STT    | Nhan đề         | Thời lượng |
| ------ | --------------- | ---------- |
| 1.     | "Blood Colour"  | 5:09       |
| 2.     | "Scar on Face"  | 6:00       |
| 3.     | "Fallin'"       | 5:11       |
| 4.     | "Sinking Ships" | 5:10       |
| 5.     | "Ray of Light"  | 4:12       |
| 6.     | "Heavy Rain"    | 6:11       |
| 7.     | "Vanishing Day" | 5:00       |
| 8.     | "Trigger"       | 3:51       |
| 9.     | "Adore"         | 5:35       |
| 10.    | "Clouded Sky"   | 6:36       |
| 11.    | "Live for You"  | 5:29       |
| 12.    | "Feedback"      | 1:23       |

| Disc 2           | Disc 2                           | Disc 2     |
| STT              | Nhan đề                          | Thời lượng |
| ---------------- | -------------------------------- | ---------- |
| 1.               | "Blood Colour (bản tiếng Nhật)"  | 5:09       |
| 2.               | "Scar on Face (bản tiếng Nhật)"  | 6:00       |
| 3.               | "Fallin' (bản tiếng Nhật)"       | 5:11       |
| 4.               | "Sinking Ships (bản tiếng Nhật)" | 5:10       |
| 5.               | "Ray of Light (bản tiếng Nhật)"  | 4:12       |
| 6.               | "Heavy Rain (bản tiếng Nhật)"    | 6:11       |
| 7.               | "Vanishing Day (bản tiếng Nhật)" | 5:00       |
| 8.               | "Trigger (bản tiếng Nhật)"       | 3:51       |
| 9.               | "Adore (bản tiếng Nhật)"         | 5:35       |
| 10.              | "Clouded Sky (bản tiếng Nhật)"   | 6:36       |
| 11.              | "Live for You (bản tiếng Nhật)"  | 5:29       |
| 12.              | "Feedback"                       | 1:23       |
| Tổng thời lượng: | Tổng thời lượng:                 | 119:34     |

### Charlotte Original Soundtrack
Tất cả nhạc phẩm được soạn bởi Anant-Garde Eyes, except where noted.
| Disc 1 | Disc 1                                                 | Disc 1     |
| STT    | Nhan đề                                                | Thời lượng |
| ------ | ------------------------------------------------------ | ---------- |
| 1.     | "Bravely You" (Nhạc và lời: Jun Maeda; biểu diễn: Lia) | 5:31       |
| 2.     | "Ibitsu" (歪)                                          | 1:44       |
| 3.     | "Omoi" (想い)                                          | 2:22       |
| 4.     | "Asa" (朝)                                             | 2:17       |
| 5.     | "Danran" (団欒)                                        | 2:05       |
| 6.     | "Warudakumi" (悪巧み)                                  | 1:54       |
| 7.     | "Cunning Ma" (カンニング魔)                            | 1:30       |
| 8.     | "Meeting" (ミーティング)                               | 2:19       |
| 9.     | "Impact" (インパクト)                                  | 2:10       |
| 10.    | "Mōtsui" (猛追)                                        | 2:16       |
| 11.    | "Yūki" (勇気) (Composition by Jun Maeda)               | 2:35       |
| 12.    | "Katsudō Nisshi" (活動日誌) (Composition by Jun Maeda) | 2:15       |
| 13.    | "Break Time" (ブレイクタイム)                          | 2:13       |
| 14.    | "Nōryokushatachi" (能力者たち)                         | 2:25       |
| 15.    | "Kizuna" (絆)                                          | 2:00       |
| 16.    | "Heion" (平穏)                                         | 1:49       |
| 17.    | "Booby Trap" (ブービートラップ)                        | 1:45       |
| 18.    | "Orokamonotachi" (愚か者たち)                          | 2:20       |
| 19.    | "Datsurakushatachi" (脱落者たち)                       | 1:59       |
| 20.    | "Deochi" (出落ち)                                      | 1:55       |
| 21.    | "Kyōryokusha" (協力者)                                 | 0:51       |
| 22.    | "Omajinai" (おまじない)                                | 1:38       |
| 23.    | "Arakuremono" (荒くれ者)                               | 1:08       |
| 24.    | "Shikku" (疾駆)                                        | 1:47       |
| 25.    | "An'un" (暗雲)                                         | 2:38       |
| 26.    | "Control" (コントロール)                               | 2:01       |
| 27.    | "Owaru Yume" (終わる夢 (Composition by Jun Maeda)      | 2:27       |

| Disc 2           | Disc 2                                                                               | Disc 2     |
| STT              | Nhan đề                                                                              | Thời lượng |
| ---------------- | ------------------------------------------------------------------------------------ | ---------- |
| 1.               | "Movement" (ムーブメント)                                                            | 1:48       |
| 2.               | "High Tension" (ハイテンション)                                                      | 1:47       |
| 3.               | "Ihyō" (意表)                                                                        | 2:04       |
| 4.               | "Shōbu" (勝負)                                                                       | 2:18       |
| 5.               | "Surechigai" (すれ違い)                                                              | 2:38       |
| 6.               | "Munasawagi" (胸騒ぎ)                                                                | 2:46       |
| 7.               | "Miminari" (耳鳴り)                                                                  | 3:09       |
| 8.               | "Taiji" (対峙)                                                                       | 2:02       |
| 9.               | "Tasogare" (黄昏)                                                                    | 1:39       |
| 10.              | "Muchū" (霧中)                                                                       | 2:49       |
| 11.              | "Ginen" (疑念)                                                                       | 3:04       |
| 12.              | "Ryakudatsu" (略奪)                                                                  | 2:20       |
| 13.              | "Hōkai" (崩壊)                                                                       | 2:04       |
| 14.              | "Haru no Hi" (春の日) (Composition by Jun Maeda)                                     | 3:02       |
| 15.              | "Fuon" (不穏)                                                                        | 2:25       |
| 16.              | "Loop" (ループ)                                                                      | 2:48       |
| 17.              | "Kisaku" (奇策)                                                                      | 2:51       |
| 18.              | "Zetsubō" (絶望)                                                                     | 2:29       |
| 19.              | "Ketsui" (決意)                                                                      | 2:34       |
| 20.              | "Kokuhaku" (告白)                                                                    | 3:00       |
| 21.              | "Kiki" (危機)                                                                        | 2:38       |
| 22.              | "Shinigami" (死神)                                                                   | 3:38       |
| 23.              | "Kimi no Moji" (君の文字) (Nhạc và lời: Jun Maeda; biểu diễn: Anri Kumaki)           | 5:55       |
| 24.              | "Yakeochinai Tsubasa" (灼け落ちない翼) (Nhạc và lời: Jun Maeda; biểu diễn: Aoi Tada) | 5:15       |
| Tổng thời lượng: | Tổng thời lượng:                                                                     | 124:57     |

## Đĩa đơn

### Bravely You / Yakeochinai Tsubasa
Tất cả các ca khúc được viết bởi Jun Maeda.
| Track listing    | Track listing                                      | Track listing    | Track listing |
| STT              | Nhan đề                                            | Artist           | Thời lượng    |
| ---------------- | -------------------------------------------------- | ---------------- | ------------- |
| 1.               | "Bravely You"                                      | Lia              | 5:28          |
| 2.               | "Yakeochinai Tsubasa" (灼け落ちない翼)             | Aoi Tada         | 5:15          |
| 3.               | "Bravely You (bản TV)"                             | Lia              | 1:33          |
| 4.               | "Yakeochinai Tsubasa (bản TV)" (灼け落ちない翼)    | Aoi Tada         | 1:35          |
| 5.               | "Bravely You (không lời)"                          |                  | 5:28          |
| 6.               | "Yakeochinai Tsubasa (không lời)" (灼け落ちない翼) |                  | 5:13          |
| Tổng thời lượng: | Tổng thời lượng:                                   | Tổng thời lượng: | 24:32         |

### Rakuen Made / Hatsunetsu Days
"Rakuen Made / Hatsunetsu Days" (楽園まで/発熱デイズ) is a single by How-Low-Hello, featuring songs sung by Maaya Uchida, released on ngày 2 tháng 9 năm 2015 in Japan by Key Sounds Label bearing the catalog number KSLA-0105. The single is composed by Jun Maeda và arranged by Tomohiro Takeshita.
Tất cả các ca khúc được viết bởi Jun Maeda.
| Track listing    | Track listing                  | Track listing |
| STT              | Nhan đề                        | Thời lượng    |
| ---------------- | ------------------------------ | ------------- |
| 1.               | "Rakuen Made" (楽園まで)       | 4:23          |
| 2.               | "Hatsunetsu Days" (発熱デイズ) | 5:04          |
| 3.               | "Not be found"                 | 4:43          |
| Tổng thời lượng: | Tổng thời lượng:               | 14:10         |

### Trigger
Tất cả lời bài hát được viết bởi Jun Maeda; tất cả nhạc phẩm được soạn bởi Hikarishuyo.
| Track listing    | Track listing                      | Track listing |
| STT              | Nhan đề                            | Thời lượng    |
| ---------------- | ---------------------------------- | ------------- |
| 1.               | "Trigger"                          | 3:49          |
| 2.               | "Fallin'"                          | 5:10          |
| 3.               | "Let's feel Good"                  | 6:23          |
| 4.               | "Trigger (bản tiếng Nhật)"         | 3:48          |
| 5.               | "Fallin' (bản tiếng Nhật)"         | 5:10          |
| 6.               | "Let's feel Good (bản tiếng Nhật)" | 6:20          |
| Tổng thời lượng: | Tổng thời lượng:                   | 30:40         |

## Vị trí xếp hạng
| Album                               | Phát hành            | Nhãn                                       | Định dạng  | Vị trí cao nhất trên Oricon |
| ----------------------------------- | -------------------- | ------------------------------------------ | ---------- | --------------------------- |
| "Bravely You / Yakeochinai Tsubasa" | 26 tháng 8 năm 2015  | Key Sounds Label (KSLA-0103 and KSLA-0104) | CD, CD+DVD | 4                           |
| "Rakuen Made / Hatsunetsu Days"     | 2 tháng 9 năm 2015   | Key Sounds Label (KSLA-0105)               | CD         | 9                           |
| "Trigger"                           | 9 tháng 9 năm 2015   | Key Sounds Label (KSLA-0106)               | CD         | 11                          |
| Smells Like Tea, Espresso           | 30 tháng 9 năm 2015  | Key Sounds Label (KSLA-0107)               | CD         | 12                          |
| Echo                                | 14 tháng 10 năm 2015 | Key Sounds Label (KSLA-0108–0109)          | CD         | 4                           |
| Charlotte Original Soundtrack       | 4 tháng 11 năm 2015  | Key Sounds Label (KSLA-0110–0111)          | CD         | 9                           |